# بودوئن یکم اورشلیم
بودُوئَن یکم اورشلیم, یا بودوئَن بولون (دهه ۱۰۶۰ میلادی – ۲ آوریل ۱۱۱۸ میلادی) نخستین کنت ادسا از سال ۱۰۹۸ میلادی تا سال ۱۱۰۰ میلادی، دومین فرمانروای صلیبی اهل فرانسه و نخستین پادشاه اورشلیم از سال ۱۱۰۰ میلادی تا هنگام مرگش بود.

## اوایل زندگی و خانواده
بودُوئَن از کودکی به خدمت کلیسا واگذار شده بود و از املاک موروثی خانوادگی محروم شده بود و پس از خارج شدن کسوت از روحانیت در نزد برادرش گُدفروا در لورن خدمت می‌کرد.

## نخستین جنگ صلیبی

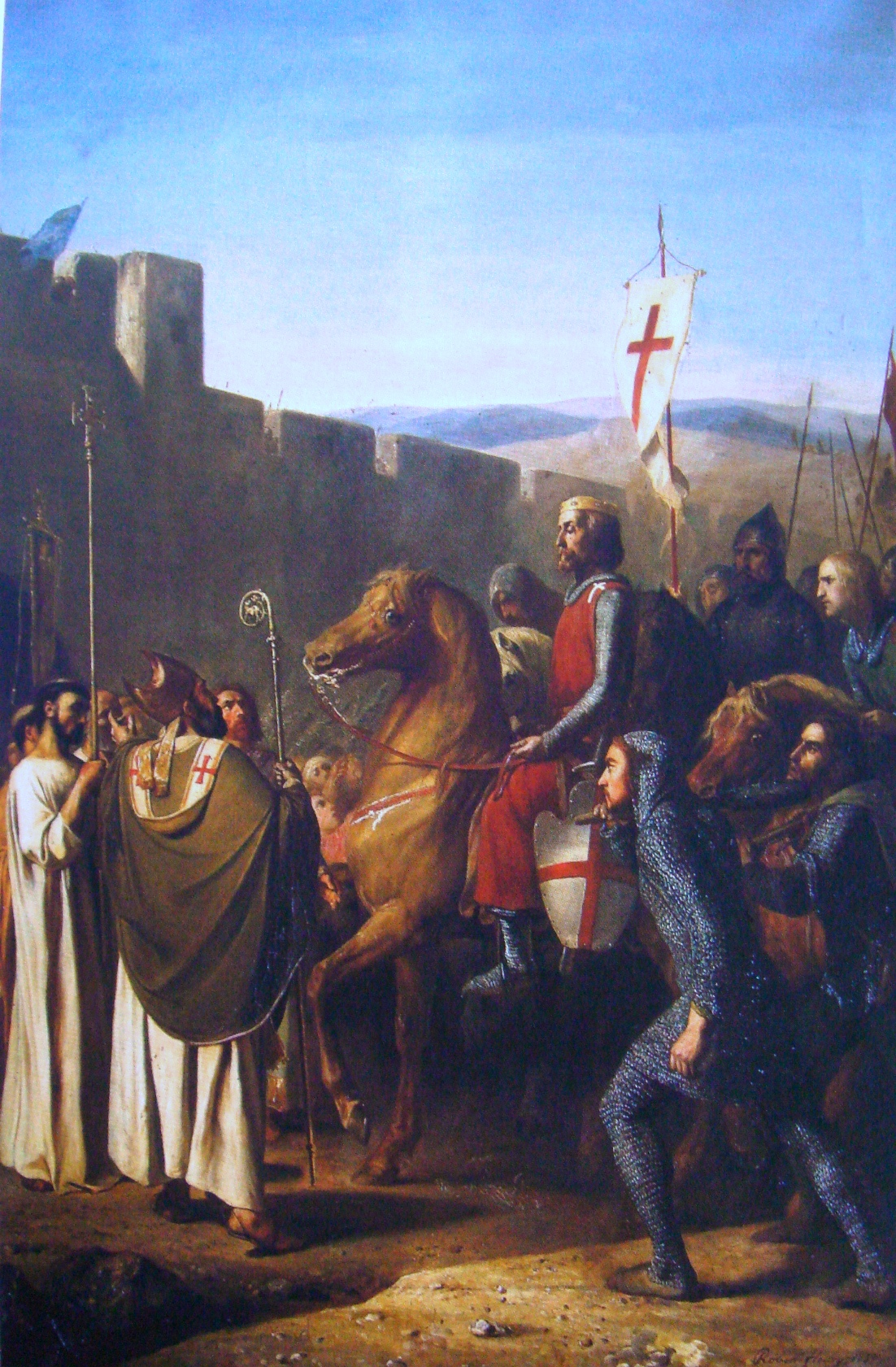
بالدوین بولونی در حال ورود به ادسا

بودُوئَن همراه برادرانش گُدفروآ و اوستاس سوم، کنت بولونی به جنبش صلیب پیوستند و عازم این سفر شدند. او که قصد بازگشت نداشت، در این سفر همسر و فرزندان خود را هم بهمراه برد. به عقیده رانسیمان، گُدفروآ به علت حمایت‌های پیشنش از امپراتور در برابر پاپ به‌جای مسیر ایتالیا، مسیر مجارستان را انتخاب کرد. در اواخر ماه اوت او لورن را ترک کرده و پس از گذر از امتداد رودهای راین و دانوب در یکم اکتبر ۱۰۹۶ به مرز مجارستان رسید و پیکی را برای کسب اجازه برای گذر از قلمرو مجارها به دربار کالمان، پادشاه مجارستان فرستاد. پادشاه که پیش از این از سوی صلیبیون خسارت‌های زیادی متحمل شده بود پس از هشت روز، قرار ملاقات حضوری میان پادشاه و گدفروآ دو بویون گذاشته شد. در اثر دیدار پادشاه و گُدفروآ، او اجازه گذر سپاه صلیبی را به شرط به گروگان گذاشتن بودوئَن و خانواده اش تا انتهای مسیر سپاه در خاک مجارستان را صادر کرد و مقرر کرد تا آذوقه و خواربار مورد نیاز آنان را با قیمت منصفانه تأمین کند. جارچیان و فرماندهان سپاه گُدفروآ نیز با اخطار دادن به سپاهیان که هرگونه تعدی منجر به مرگ خواهد شد، سپاه را وارد قلمرو مجارستان کرده و در اواخر ماه نوامبر به رود ساوا در مرز بیزانس رسیده و با گذر آخرین فرد سپاه گروگان‌ها آزاد شده و سپاه به سوی بلگراد که از وقایع زمان پتر در پنج ماه پیش از این متروک شده بود، حرکت کرد. بیزانسی‌ها که از ورود آنان توسط مجارها پیش از این آگاهی یافته بودند ترتیب مسیر گذر و تأمین خواربار مورد نیاز را از پیش داده بودند و سپاه گُدفروآ به همراهی فرستادگان فرماندار نیش، با آسودگی از میان بالکان گذشت. آنان در فیلپوپولیس بودند که اخبار هدایای گران‌قیمت امپراتور به هیو و احتمال زندانی بودن او، که موجب نگرانیشان شد را شنیدند. آنان در ۱۲ دسامبر به سلیمبریا رسیدند و با برهم خوردن نظم سپاه و به بهانه در بند بودن هیو، به مدت هشت روز آبادی‌های اطراف را چپاول کردند. امپراتور با میانجگری و فرستادن دو فرانسوی تلاش کرد تا به این واقعه پایان دهد و با موافقت گُدفروآ ادامه حرکت از سر گرفته شده و آنان در ۲۳ دسامبر به قسطنطنیه رسیدند و با درخواست امپراتور در بیرون از شهر در منطقه شمال شاخ زرین اردو زدند. امپراتور که از دیدن این سپاه بزرگ، مجهز و ورزیده که به گفته دخترش آنا کومننه، ممکن بود چشم طمع به شهر داشته باشند، نگران شده بود و در پی این بود اتا سریعاً از گُدفروآ سوگند گرفته و سپاهش را از شهر دور سازد. او هیو، کنت ورماندوا را برای این امر به سوی گُدفروآ فرستاد تا او را تشویق به ادای سوگند و دیدار با امپراتور کند اما گُدفروآ که به علت سخنان بازماندگان سپاه پتر زاهد که گمان می‌کردند بیزانسی‌ها به آنان خیانت کرده‌اند نسبت به امپراتور بدگمان شده بود و همچنین پنداشت او مبنی بر اینکه بیعت جدید برخلاف بیعت سوگند وفاداریش به هاینریش چهارم قلمداد می‌شود و تمایلش به مشورت برای چنین موارد مهمی با دیگر صلیبیونی که در راه رسیدن به آنجا هستند، دعوت امپراتور را نپذیرفت.
در برابر این پاسخ رد، امپراتور تأمین خواربار سپاه گُدفروآ را قطع کرد تا او را در فشار قرار دهد. بودوئَن که ناتوانی گُدفروآ را دریافت، به چپاول آبادی‌های اطراف دست زد و تنها هنگامی که امپراتور مجبور شد بپذیرد که انتقال آذوقه از سر گرفته شود دست از غارت کشیده و اردوگاه را به منطقه پرا منتقل تا سربازان امپراتوری آنان را بهتر کنترل کرده و در زمستان موقعیت بهتری داشته باشند. امپراتور در پایان ژانویه باردیگر تلاش کرد تا گُدفروآ را به دیدار خود بخواند ولی اینبار نیز به نتیجه ای نرسید و منتظر شد تا گُدفروآ خسته شده و راضی به ادای سوگند گردد. با به انتها رسیدن ماه مارس به امپراتور خبر رسید که دیگر سپاهیان صلیبی در حال نزدیک شدن به قسطنطنیه هستند. او که دریافت باید هرچه سریعتر کار سوگند گُدفروآ را به سرنجام برساند، مرحله به مرحله از خواربار ارسالی به سپاه گُدفروآ کاست تا اینکه در نزدیکی هفته مقدس جیره نان آنان را هم برید. در پاسخ صلیبیون به غارت مناطق اطراف دست زده و بودوئَن توانست پشنگ‌ها را در کمین خود انداخته شمار زیادی را کشته و شصت نفر را به اسارت بگیرد. گُدفروآ که این را به منزله آغاز جنگ دید، پس از غارت و سوزاندن خانه‌های پرا، سربازان را حرکت داده و در برابر دیوار شهر قرار گرفت و در دوم آوریل پنجشنبه هفته مقدس به دروازه مشرف به کاخ سلطنتی بلاکرنای حمله برد.
وحشت سراسر شهر را که غافلگیر شده بود فرا گرفت اما امپراتور توانست با حفظ خونسردی کمانداران و سربازانش را مرتب کرده و با سربازانش در بیرون از دروازه بدون اینکه درگیر نبرد شوند به نمایش قدرت بپردازد. در پایان روز صلیبیون که تنها هفت بیزانسی را کشته بودند عقب نشستند. روز بعد امپراتور فرستادگانی را برای ارسال پیام به نزد آنان فرستاد ولی آنان بدون آنکه معطل کنند با فرستادگان درگیر شدند و امپراتور برای پایان دادن به این غائله با مابقی سپاهش بر آنان حمله برده و صلیبیون که مانند بیزانسی‌ها جنگ دیده نبودند پشت از میدان نبرد گریختند و گُدفروآ مجبور گردید به خواست امپراتور تن داده و ضمن ادای سوگند وفاداری، سپاه را به آنسوی بسفر منتقل کند. دو روز بعد در یکشنبه عید پاک، گُدفروآ بهمراه بودوئَن و دیگر سران سپاه همگی سوگند خوردند تا مناطقی را که پیش از این از آن دولت بیزانسی بود، پس از تسخیر، به نمایندگان آنان تحویل دهند. در برابر امپراتور از آنان پذیرایی مفصلی به عمل آورده و هدایای زیادی به آنان بخشید و پس از مراسم گُدفروآ بهمراه یارانش به آنسوی بسفر منتقل شدند و در پلکانوم اردو زدند. در همین هنگام سپاه مرکبی که احتمالاً از دست نشاندگان و رعایای گُدفروآ بودند به رهبری کنت تول از مسیر ایتالیا حرکت کرده بودند به نزدیکی قسطنطنیه رسیدند و امپراتور توانست پس از کمی کشمکش و زد و خورد، ترتیبی دهد تا در مراسمی با حضور گُدفروآ و بودوئَن این افراد تازه نیز سوگند خورده و همراه با سپاهشان از بسفر بگذرند.
امپراتور الکسیوس که پیش از این سابقه نبرد و رویارویی با نورمن‌ها را داشت، بوهموند از دیگران برایش خطرناکتر جلوه کرد و در ابتدا او را به تنهایی به حضور پذیرفت و پس از درک نیت دوستانه بوهموند، گُدفروآ و بودوئَن را هم در گفتگوهایشان مشارکت داد.

### بودوئَن در کیلیکیه
بودوئَن که مسئلهٔ ارمنی‌ها برایش جالب بود با باگرات برادر گُغ واسیل که در نیقیه با او دیدار کرده بود، روابط دوستانهٔ نزدیکی برقرار ساخت. به اعتقاد رانسیمان، باگرات هم که پیش از این در خدمت امپراتور قرار داشت، درپی استفاده از قدرت بودوئَن برای مداخله در مناسبات سرزمین‌های پیرامون فرات و در جهت منافع قلمروی برادرش بود به جمع سربازان او وارد شد. هنگامی که در هرقله تانکرد آهنگ کیلیکیه کرد و بنای مخالفت با مسیر پیشنهادی قیصریه را گذاشت، بودوئَن فرصت را برای پوشاندن جامه عمل به نیات خود برای مدد رسانی و توجه به مسئله ارامنه، مناسب دید و با او همراه شد. علیرغم اینکه بودوئَن اهدافی پیرامون ارامنه در سر می‌پروراند، تانکرد هدف و برنامه مشخصی نداشت؛ این دو که فرزندان کوچک خانواده خود بودند در غرب آینده ای نداشته و هر دو برآن بودند تا در شرق و سرزمین‌هایی که جمعیت پرشماری از مسیحیان را دارا باشد، برای خود قلمرویی دست و پا کنند.
در پانزدهم سپتامبر تانکرد و بودوئَن از لشکر صلیبی جدا شدند. تانکرد همراه با دسته ای کوچک از صد شوالیه سوار و دویست پیاده‌نظام مستقیم از کنار اولوکیشلای امروزی به سوی دروازه‌های کیلیکیه حرکت کرد، پس از او بالدون هم همراه با پسر عمویش بودوئَن بورگ و رینالد، کنت تول و پانصد شوالیه سوار و دو هزار سرباز پیاده ترجیح داد از شاهراه قدیمی که از تیانا به گذرگاه پوزانتی منتهی می‌شد را برگزید و سه روز از تانکرد عقب افتاد. بودوئَن هیچ‌یک از غیرنظامیان و اعضای خانواده خود را همراه این سپاه نکرد و آنان را در لشکر اصلی صلیبی که به سوی قیصریه در حرکت بود رها کرد.
تانکرد در کیلیکیه به سوی طرسوس شتافت و پیکی را نیز روانه لشکر اصلی صلیبی کرد تا از آنان نیروی کمکی بخواهد. پادگان ترک طرسوس با دیدن این سپاه صلیبی از شهر خارج شده و بر آن حمله کرده ولی شکست خورده و به درون شهر بازگشتند و پس از سه روز مقاومت با دیدن سپاه بودوئَن، شبانه گریختند. یونانیان و ارامنه شهر هم که پیش از این پیکی به نزد صلیبیون برای درخواست تصرف شهرشان فرستاده بودند دروازه‌های شهر را بر روی تانکرد گشودند و او کنترل شهر را پیش از رسیدن بودوئَن دست گرفت. تانکرد پس از آنکه بودوئَن به پای دروازه‌های شهر رسید و از وی درخواست کرد تا شهر را واگذار او کند، توان رویارویی با سپاه بودوئَن را در خود ندید و با نارضایتی شهر را واگذار کرده، به سوی آدانا حرکت کرد. پس از اندکی سیصد تن از نورمن‌هایی که برای کمک به تانکرد روانه شده بودند به شهر رسیدند ولی بودوئَن از ورود آنان به شهر جلوگیری کرده و در شبانگاه، همهٔ آنان که در بیرون از شهر اردو زده بودند، توسط پادگان ترک، که هنوز در اطراف شهر حضور داشت کشته شدند. این رویداد باعث شد تا بودوئَن مورد سرزنش همهٔ افراد و حتی سربازانش قرار بگیرد و گناهکار شناخته شود و دور نبود تا جایگاهش به خطر بیفتد که اخباری از رسیدن یک ناوگان از مسیحیان به فرماندهی گاینمر بولونی به دهانه رود طرسوس در خلیج مرسین به شهر رسید. او از یافتن سپاه بودوئَن که برادر سرورش محسوب می‌شد، خرسند شد و بودوئَن پس از اعلام وفاداری گاینمر، او را به عنوان سرپرست شهر، به همراه سیصد تن به عنوان پادگان در طرسوس گذاشته و به سوی شرق حرکت کرد.
پس از آنکه تانکرد به آدانا رسید و نیروهای ترک از آنجا گریختند، اوشین حاکم ارمنی لامبرون، تانکرد را برای حرکت به سوی موپسوئست که در اختیار ترکان قرار داشت و رقیبش کستانتین پسر روبن هم بر آن چشم طمع داشت، تشویق کرد. تانکرد دعوت اوشین را پذیرفت و به سوی موپسوئست حرکت کرده و در یکم اکتبر به آنجا رسید و پادگان ترکان شهر به محض دیدن سپاه او، شهر را در دست ساکنان مسیحیش رها کرده و گریختند. در همین هنگام که تانکرد در شهر به سر می‌برد سپاه بودوئَن به آنجا رسید. بودوئَن در اثر مشاورهٔ باگرات و به گفته رانسیمان آب و هوای بد، مرطوب و مالاریا خیز کیلیکیه و نزدیکی این سرزمین به بیزانس و احتمال مداخله در آن از سوی امپراتور تصمیم گرفت تا به سوی نواحی شرق فرات را به عنوان مقصد نهایی خود برای یافتن قلمرو انتخاب کرد. تانکرد سپاه بودوئَن را به شهر راه نداده و آنان در ساحل رود جیحان اردو زدند و تانکرد تأمین آذوقه آنان را برعهده گرفت ولی سرانجام با تحریک شوهر خواهرش، ریچارد سالرنو و به تلافی کشته شدگان نورمن طرسوس به سپاه بودوئَن شبیخون زده ولی آنان که از تعداد کمتری نسبت به سپاه بودوئَن برخوردار بودند، شکست خورده و به شهر بازگشتند. با وجود این زیان و خسارت وارد آمده به صلیبیون که نشان داد آنان برای منافع شخصی خود حتی حاضرند منافع جهان مسیحیت و همکاری مشترکشان را نادیده و پایمال کنند، سرانجام بودوئَن و تانکرد مصالحه و روابطشان را عادی کردند. به گفته رانسیمان این رویدادها به مسیحیان بومی فهماند که ادعاهای صلیبیون مبنی بر نجات آنان سست و بی بنیادست و به آنان آموخت که با استفاده از اختلاف افکنی در میان صلیبیون می‌توان آنان را در برابر یکدیگر قرار دهند.
نبرد و تلاش‌های بودوئَن و تانکرد در کیلیکیه برای آن دو که در آرزوی یافتن قلمرویی برای خود بودند، نتیجه ای به دنبال نداشت ولی تسخیر سه شهر طرسوس، موپسوئست و اسنکدرون و همچنین پراکندگی ترکان که مانع حملاتشان به کیلیکیه شده بود، توانست مانع از محاصره و حمله به سپاه صلیبی در طول محاصره انطاکیه از سوی کیلیکیه شود و اسکندرون را به بندری برای تأمین خواربار و نیازهای سپاه صلیبی بدل سازد.

## کنت ادسا
در موپسوئست بود که خبر بیماری وخیم همسر و فرزندان بودوئَن به او رسید و او پس از مصالحه با تانکرد، آنجا را به سوی مرعش ترک کرد. او پس از سپری کردن چند روز در مرعش و هم‌زمان با به راه افتادن سپاه صلیبی به سوی انطاکیه، همراه با کشیشی به نام فوشیه شارتری، مشاورش باگرات و صد تن شوالیه به سوی نواحی شرق فرات به راه افتاد. رانسیمان پیرامون تعداد نفرات کمی که همراه بودوئَن شدند دو دیدگاه ارائه می‌دهد: احتمال وارد شدن لطمه به نیکنامی و نفوذ بودوئَن پس از کشته شدن سربازهای نورمن در طرسوس و مورد دوم کمبود نیروی برادرانش و لازم داشتن سربازانشان برای محاصره انطاکیه.
بودوئَن با قبول مسئولیت نگهبانی از جناح چپ سپاه در هنگامی که سپاه صلیبی، مرعش را به سوی انطاکیه ترک می‌کرد، توانست موافقت سایر سران سپاه بدست آورد تا از بدنه اصلی سپاه جدا شده و با فاصله چند کیلومتری و به موازات آنان به حرکت خود به سوی جنوب ادامه دهد. انگیزه او بدست آوردن سرزمین‌هایی بود که مزارع حاصلخیزش می‌توانست آذوقه صلیبیون را تأمین و جلوی سپاهیان کمکی ترکان که از شرق و خراسان به سوی صلیبیون بیایند را بگیرد.
او در آینتاپ به امید پیدا کردن قلمرویی در دره فرات و شرق آن و سود رساندن به سپاه صلیبیون به سوی مناطق شرقی که در کنترل ارمنی‌ها قرار داشت و از پیش توانسته بود با آنان ارتباط برقرار کند، تغییر مسیر داد. او پیش از این توانسته بود با شماری از ارمنیان در اطراف فرات به کمک باگرات ارتباط برقرار سازد که از جمله آنان می‌توان به این افراد اشاره کرد: گغ واسیل که بر سرزمینی در شرق مرعش فرمانروایی می‌کرد، گابریل فرمانروای ملطیه که چشم انتظار کمک بودوئَن برای رویارویی با امیر دانشمندیان بود و همچنین توروس فرمانروای ادسا که به بودوئَن یا باگرات پیامی فرستاده بود و آنان را از کیلیکیه به ادسا فراخوانده و دعوت کرده بود. اشتیاق ارمنیان که پیوسته در پی جلب نظر و دوستی فرانکها و غربیان بودند، پیشینه ای قدیمی داشت و اولین تلاش‌های آنان به هنگام پخش شایعه ای مبنی بر تهیهٔ سپاهی به وسیله پاپ گریگوری هفتم در بیست سال پیش از این روز بود که اسقفی ارمنی برای جلب دوستی و توجه پاپ راه رم را پیش گرفت. آنان با دیدن سپاهی از فرانکها در نزدیکی خود مشتاقانه از آنان درخواست کمک کردند تا بتوانند به کمک آنان بر ترکان غلبه کرده و خود را از زیر سایه و دخالت‌های همیشگی بیزانسی‌ها به درآورند.
با پیشروی بودوئَن به سوی فرات، ارمنیان به استقبال او آمده و پادگان‌های از برابر او می‌گریختند یا به دست ارمنیان و دیگر مسیحیان بومی قتل‌عام می‌شدند و شماری از اشراف‌زادگان کوچک ارمنی با افرادشان به او می‌پیوستند. تنها بولدوک، امیر سامسات که کنترل مسیر ادسا به ملطیه را در اختیار داشت، پایداری کرد ولی توانایی اقدامات تهاجمی را نداشت. بودوئَن توانست دو قلعه توربسل (تل باشر) که در مجاورت گداری از فرات در کارکمیش بود و از اهمیتی بالا برخوردار بود و راوندل (راوندان) که مشرف بر مسیر انطاکیه بود، را در روزهای ابتدایی زمستان تسخیر و به کنترل خود درآورده و سرپرستی راوندل را به باگرات و تل باشر را به یک ارمنی به نام فر، سپرد.
تقریباً در روزهای سال نو، توروس که حکومتش سست و شکننده بود، اخبار جمع شدن شمار زیادی از ترکان به فرماندهی کربغا امیر موصل برای کمک به انطاکیه را شنیده بود و احتمال حملهٔ آنان به سرزمین‌های ارمنی نشین بر سر راهشان به سوی انطاکیه از جمله ادسا را می‌داد، پیکی به سوی بودوئَن که هنوز در توربسل بود فرستاد و به او که در حاشیه فرات ماندگار شده بود گفت که او مشتاق رسیدن فرانکهاست. قصد توروس اهدای هدایایی گرانبها و مقادیر زیادی پول برای استفاده از بودوئَن به عنوان نیرویی مزدور بود ولی به پیک‌های خود اختیار داده بود تا در مورد شرایط و خواسته‌های بودوئَن با او مذاکره کنند. بودوئَن به آن شرایط بسنده نکرد و شرط کرد که تنها در صورتی به ادسا خواهد رفت که به وسیله توروس به فرزندی پذیرفته و وارث او شناخته شود و در فرمانروایی سرزمین‌های توروس با او مشارکت کند. توروس کهنسال و بدون فرزند با اینکه موافق چنین شرایطی نبود اما به علت اینکه تهدیدات مداوم همسایگانش و تنفر مردم از فرمانروایش، ناچار به این شرایط تن داد که این تصمیم باعث نگرانی سران ارامنه شد. باگرات که هدفش از مشاورهایش به بودوئَن چیز دیگری بود و آزادی ارمنیان را در خطر می‌دید از این تصمیمات اعلام نارضایتی کرده و با برادرش گغ واسیل به مشورت نشسته و در سر مقام شاهزادگی راوندل را برای خود متصور شده بود. فر که آرزو داشت جایگاه باگرات در نزد بودوئَن را از آن خود کند به فرانکها که هنوز در توربسل بودند پیام داد که باگرات در پی توطئه و همدستی با ترکان علیه بودوئَن است. بودوئَن که خطر کردن را نمی‌پذیرفت، سربازانش را به سوی راوندل فرستاده و باگرات را دستگیر و زیر شکنجه قرار داد. باگرات که چیزی برای اعتراف نداشت پس از مدتی از بند رها شده و به کوهستان در پناه برادرش رفت و تا هنگامی که او هم از قلمرویش رانده و آواره گردد در آنجا ماند.
بودوئَن در آغاز ماه فوریه همراه با هشتاد شوالیه از توربسل به سوی ادسا حرکت کرد ولی در مسیر، بولدوک، امیر ترکان سامسات یا باگرات در جایی از رود فرات که او قصد گذر از آن را داشت برایش کمین گذاشته بود. او سرانجام موفق شد از فرات گذشته و در ششم فوریه به ادسا برسد و مورد استقبال توروس و مردم شهر قرار گرفت. مراسم فرزندخواندگی مطابق با رسوم رایج ارامنه در کلیسای ارمنی شهر با رفتن بودوئَن به زیر پیراهن سرخ رنگ توروس و همسرش برگزار شد.
بولدوک امیر سامسات از بزرگ‌ترین دشمنان مردم ادسا بود که علاوه بر باج ستاندن، همواره به قلمرو آنان هجوم برده و مزارع و احشام ارمنیان را غارت می‌کرد و می‌توانست ارتباط ادسا با سرزمین‌های غربی آن را در معرض خطر قرار دهد. بودوئَن پس از مراسم و قرارگیری در جایگاه جانشینی توروس، از میان برداشتن امیر سامسات را نخستین هدف خود قرار داد و ارامنه نیز از این تصمیم استقبال کرده و با او همراه شدند. توروس نیز یکی از دست نشاندگانش به نام کنستانتین گارگاری را همراه آنان کرد. لشکرکشی بودوئَن به همراهی ارامنه از چهاردهم تا بیستم فوریه به درازا انجامید ولی به علت ضعف نظامی سربازان ارمنی با دادن هزار نفر کشته، شکست خورده و عقب نشستند و تنها توانستند در میان راه دهکدهٔ ژان مقدس در نزدیکی سامسات را تصرف کنند. بودوئَن نیمی از شوالیه‌های همراهش را در این دهکده مستقر کرد و آنان توانستند علاوه بر نظارت دائمی بر حرکات ترکان، جلوی تاخت و تاز آنان به سوی ادسا را نیز سد کرده و این نتیجه برای بودوئَن، در نزد مردم ادسا اعتبار بیشتری فراهم کرد.
پس از بازگشت به ادسا، کنستانتین گارگاری به همراهی جمعی از ارمنیان طرحی برای کودتا علیه توروس طراحی کردند که به نوشته ماتئوس اورهایتسی، تاریخ‌نگار ارمنی، بودوئَن نیز در جریان آن قرار گرفته بود، که توسط یاران بودوئَن همواره انکار می‌شد. مردم ادسا از توروس که دست نشانده بیزانسیان بود و ارتدوکس مذهب بود نفرت داشتند و مالیات‌های سنگین توروس و ناتوانی او در حفظ مزارع مردم در برابر ترکان بر آتش این نفرت دامن می‌زد و اقدامات او برای حفظ استقلال ادسا در چشمشان ناچیز شمرده می‌شد. آنان به پشت گرمی بودوئَن و احتمالاً با موافقت ضمنی فرانکها در روز یکشنبه هفتم مارس کودتای خود را علنی کردند. آنان به زور شلاق مردم را همراه خود کرده و پس از حمله خانه کارگزاران توروس به سوی ارگ شهر که محل زندگی توروس بود به راه افتادند. سربازان توروس او را رها کردند و بودوئَن پسر خوانده اش نیز او را تشویق به تسلیم شدن کرد و توروس در برابر امان یافتن خود و همسرش برای رفتن به ملطیه، تسلیم شد. او که سرانجام اجازه حرکت را نیافته بود در روز سه شنبه در هنگامی که سعی می‌کرد تا در پنجره کاخ فرار کند به دست مردم افتاده و کشته شد و در چهارشنبه دهم مارس مردم بودوئَن را به عنوان فرمانروای شهرشان برگزیدند.
پیش از این بودوئَن در قسطنطنیه سوگند خورده تا قسمتی‌هایی که متعلق به خاک امپراتوری بودند را به آنان واگذار کنند اما بودوئَن با تصرف ادسا و کنار زدن توروس که از کارگزاران امپراتوری بود، بر روی این پیمان خود پا گذاشت و این پیمان‌شکنی از دید امپراتور دور نماند. ایجاد این امارت برای جنبش صلیبی بسیار سود رسان و در واقع این قلمرو تبدیل به سپری محافظ برای سرزمین‌های صلیبی ای شد که در فلسطین ایجاد می‌شدند.
بودوئَن به عنوان کنت ادسا به فرمانروای بی رقیب ادسا بدل شد و توانست به کمک ثروت بجا مانده از مالیات‌های سنگین توروس و گنجی که از زمان بیزانسیان که در ارگ شهر پیدا کرد، یارانی را به دور خود جمع کند. در این میان خبر به تخت نشستن بودوئَن به سامسات و بولدوک رسید و او که احتمال حملهٔ دوبارهٔ بودوئَن به خود را می‌دید، سامسات را در برابر دریافت ده هزار بزانت تسلیم بودوئَن کرد. بودوئَن با رفتن به سامسات، ارمنی‌های زندانی در آنجا را آزاد و بولدوک و افرادش به عنوان مزدور اجیر کرد و از میان برداشتن خطر ترکان سامسات محبوبیت بسیار زیادی برای او در ادسا به ارمغان آورد. با رسیدن اخبار کامیابی بودوئَن به دیگر صلیبیون، شماری از صلیبیون که در راه انطاکیه بودند و شمار دیگری از کسانی که از محاصره خسته شده بودند همانند رینالد، کنت تول به او پیوستند و ضمن دریافت هدایایی از طرف بودوئَن به ازدواج با ارمنیان تشویق شدند. بودوئَن خود با دختر فردی به نام تافنوز ازدواج کرد که به عقیده رانسیمان این فرد همان تاتول، حکمران مرعش است. این فرد که از خویشاوندان کنستانتین گارگاری بود، دختر خود که آردا نام داشت را با شصت هزار بزانت و وعده به ارث بردن تمام املاکش به خانه بودوئَن روانه کرد.
بودوئَن در اداره امور قلمرو سیاستی را در پیش گرفت که بعدها هم در مقام پادشاهی آن را ادامه داد. او در کنار اعطای جایگاه‌های کلیدی و مهم به فرانکها، مسیحیان و مسلمانان شرقی را هم در برعهده گرفتن وظایف شریک می‌کرد تا دولتی یکپارچه و مستحکم، از آمیزش این اقوام گوناگون شکل دهد، اما این سیاست از دید شوالیه‌هایی که برای از بین بردن کافران به جنبش صلیب پیوسته بودند نوعی خیانت به اهداف پاپ اوربان قلمداد می‌شد.
در نگاه حکام مسلمان اطراف، بودوئَن ماجراجویی بود که فرمانرواییش زودگذر خواهد بود. در این میان شهر مسلمان نشین سوروچ که در میان ادسا و فرات قرار داشت، خراج گذار بلک پسر بهرام ارتقی بود که سر به شورش گذاشته بود و بلک از بودوئَن درخواست تا شورش این شهر را سرکوب کند و بودوئَن از این پیشنهاد استقبال و آن را پذیرفت و قصد کرد تا به سوی سوروچ حرکت کند. مردم سوروچ که از این رویداد مطلع شدند به طی نامه ای پنهانی از بولدوک خواستند به یاری آنان بیاید و بولدوک و افرادش بیدرنگ پنهانی از ادسا خارج شدند و به سوی سوروچ رفتند اما بودوئَن نیز بلافاصله همراه با ادوات قلعه گشایی در پی او حرکت کرد. مردم شهر و بولدوک پس از مشاهده سپاه بودوئَن روحیه خود را باختند و پس از آنکه مردم درخواست تسلیم شدن و خراج گذاری به بودوئَن را کردند، بولدوک از شهر خارج و به نزد بودوئَن رفته و علت این کار خود را، شتاب برای سریعتر تسخیر کردن شهر برای بودوئَن عنوان کرد. بودوئَن ظاهراً بهانه بولدوک را پذیرفت اما پس از چند روز از خواست تا همسر و فرزندانش را به گروگان به نزد او بفرستد و پس از مخالفت بولدوک با این تقاضا، دستور داد تا او را گردن بزنند. او پادگانی از فرانکها را در سوروچ مستقر کرد و آموخت که به سادگی نمی‌توان به مسلمانان اعتماد کرد و پیوسته مراقب رفتار آنان بود ولی انجام فرایض دینی را آزاد و با آنان مدارا می‌کرد. چند ماه پس از تسخیر سوروچ، بودوئَن توانست بیره‌جک و گدار آن بر روی فرات را هم به کنترل خود در بیاورد و بدین ترتیب با بی خطر ساختن ارتباط میان ادسا با دژهای راوندل و توربسل و سپاه اصلی صلیبیون در انطاکیه، فرمانروایی خود را استوار و مستحکم سازد و او را به خطری مهم برای مسلمانان بدل کند. در ماه مه، کربغا که با سپاهی بزرگ به سوی انطاکیه حرکت می‌کرد سه ماه را صرف محاصره بی‌نتیجه ادسا کرد و این سه ماه فرصتی طلایی و نجات بخش برای سپاه صلیبیون در پای دیوارهای انطاکیه بود که مایه نجات آنان شد. با پیروز نشدن کربغا در تصرف ادسا، شهرت و قدرت بودوئَن افزوده شد.
مالیات‌های سنگین بودوئَن باعث شد تا او در میان مردم محبوبیت خود را از دست بدهد. او همچنین مشورت‌های بزرگان و اشراف محلی و ارمنی را نادیده می‌گرفت و املاک و مستغلات ارمنیان را به افراد خود و دیگر صلیبیونی که به ادسا نقل مکان می‌کردند می‌بخشید. در دسامبر ۱۰۹۸، دوازده تن از سران ارامنه توطئه ای بر ضد بودوئَن طرح‌ریزی کردند تا پدر زن بودوئَن، تافنوز را بر جای او بنشانند، و برای کمک‌گیری با امیران ترک مناطق اطراف ارتباط برقرار کردند، اما بودوئَن توسط یکی از ارامنه از این نقشه آگاه شد و بلافاصله دستور دستگیری دست‌اندرکاران را صادر کرد. دو تن از سرکردگان همانند قوانین بیزانسی کور شدند و شمار دیگری از دست‌اندرکاران این توطئه بینی و پای خود را از دست دادند و شمار زیادی به سیاه چال انداخته شدند و بودوئَن حکم به مصادره اموالشان داد اما چون سربازان نتوانستند اموال دستگیرشدگان را که توسط آنان پنهان شده بود بیابند، او به آنان اجازه داد تا آزادی خود را در ازای پرداخت مقادیر هنگفتی خونبها بدست آورند. تافنوز نیز که از شدت عمل بودوئَن ترسیده بود، همراه با قسمت اعظم جهیزیه دختر خود که تنها مقدار کمی از آن را پرداخته بود به کوهستان فرار کرده و سرانجام مابقی عمرش را در قسطنطنیه گذراند. این شدت عمل، حکومت بودوئَن را در برابر عصیان و نافرمانی‌های احتمالی ارامنه در آینده، ایمن کرد ولی با این وجود بودوئَن شماری از اشراف ارمنی را هنوز به جایگاه‌های مهمی منصوب می‌کرد. او فرماندهی پادگان شهر مهم بیره‌جک را به ابوالقریب ارمنی سپرد.

## یادداشت
1. ↑  درحالی که آلبرت آخنی سفر گُدفروآ را مفصل در کتاب خود شرح داده، هیچ‌کدام از منابع یونانی به آن اشاره نکرده‌اند.
2. ↑  Fer
3. ↑  Constantine of Gargar